# Biboki Moenleu
Biboki Moenleu ist ein indonesischer Distrikt (Kecamatan) im Westen der Insel Timor.

## Geographie
| „Dorf“ (Desa) | Verwaltungssitz | Fläche    | Einwohner | Bevölkerungs- dichte |
| ------------- | --------------- | --------- | --------- | -------------------- |
| Tunbes        | Taisnine        | 15,73 km² | 533       | 34                   |
| Luniup        | Unina           | 17,50 km² | 1.075     | 61                   |
| Matabesi      | Toli            | 4,55 km²  | 442       | 97                   |
| Kaubele       | Fatke           | 8,24 km²  | 1.091     | 132                  |
| Oepuah        | Mena            | 20,00 km² | 1.983     | 94                   |
| Nordoepuah    | Mena            | 9,78 km²  | 1.998     | 204                  |
| Südoepuah     | Heut‘utan       | 10,00 km² | 1.112     | 111                  |

Der Distrikt befindet sich im Norden des Regierungsbezirks Nordzentraltimor (Timor Tengah Utara) der Provinz Ost-Nusa-Tenggara (Nusa Tenggara Timur) an der Nordküste Timors, an der Sawusee. Im Westen liegen die Distrikte Nordinsana (Insana Utara) und Zentralinsana (Insana Tengah), im Süden Südbiboki (Biboki Selatan) und im Osten Biboki Feotleu und Biboki Anleu.
Biboki Moenleu hat eine Fläche von 85,50 km² und teilt sich in die sieben Desa Tunbes und Luniup im Süden, Matabesi und Kaubele im Zentrum und Oepuah, Nordoepuah (Oepuah Utara) und Südoepuah (Oepuah Selatan) im Norden. Der Verwaltungssitz befindet sich in Mena. Das Territorium liegt komplett in einer Meereshöhe von unter 500 m. Das Klima teilt sich, wie sonst auch auf Timor, in eine Regen- und eine Trockenzeit.

## Flora
Im Distrikt finden sich Vorkommen von Lontarpalmen, Bambus, Kokospalmen, Teak, Mahagoni und Lamtoro.

## Einwohner
2017 lebten in Biboki Moenleu 8.234 Einwohner. 4.082 waren Männer, 4.152 Frauen. Die Bevölkerungsdichte lag bei 96 Personen pro Quadratkilometer. 7.796 Personen bekannten sich zum katholischen Glauben, 422 waren Protestanten und zwölf Personen muslimischen Glaubens. Im Distrikt gab es eine katholische Kirche und sieben Kapellen und eine protestantische Kirchen.

## Geschichte
Mena ist ein ehemaliges timoresisches Reich. Bereits im 16. Jahrhundert war es ein Anlaufpunkt portugiesischer Händler. 1590 wurde hier von Pater Belchior da Luz die erste Kirche des Reiches gebaut. 1641 konvertierte die Herrscherin Menas zum Christentum.

## Wirtschaft, Infrastruktur und Verkehr
Die meisten Einwohner des Distrikts leben von der Landwirtschaft. Als Haustiere werden Rinder (6.794), Pferde (19), Büffel (18), Schweine (5.021), Ziegen (3.593) und Hühner (8.272) gehalten. Auf 660 Hektar wird Mais angebaut, auf 702 Hektar Reis, auf 40 Hektar Maniok, auf zwei Hektar Süßkartoffeln und auf 20 Hektar Erdnüsse.
In Biboki Moenleu gibt es acht Grundschulen, vier Mittelschulen und eine weiterführende Schule. Zur medizinischen Versorgung stehen ein kommunales Gesundheitszentrum (Puskesmas), ein medizinisches Versorgungszentrum (Puskesmas Pembantu) und sechs Hebammenzentren (Polindes) zur Verfügung.
Der öffentliche Verkehr wird betrieben durch 36 Lastwagen, sieben Busse und 191 Motorrädern.